# جزيرة دي (ميدي)

تعديل مصدري - تعديل

جزيرة دي هي إحدى جزر مديرية ميدي التابعة لمحافظة حجة.